# صباحت تونجل
صباحت تونجل (به ترکی استانبولی: Sebahat Tuncel)، (به کردی: Sabahat Tuncel)،(۵ ژوئیهٔ ۱۹۷۵، یزیخان -)، سیاستمدار کرد سوسیالیست، مدافع حقوق زنان و نمایندهٔ پارلمان ترکیه است. وی عضو بنیانگذار حزب دموکراتیک خلق‌ها است و به همراه سری ثریا اوندر ریاست مشترک آن را نیز بر عهده داشت.

## زندگی
صباحت تونجل در یزیخان در استان ملطیه ترکیه در خانواده با مذهب علوی به دنیا آمد. تونجل در دانشگاه مرسین به تحصیل در رشتهٔ نقشه کشی و نقشه برداری پرداخت و فعالیت سیاسی خود را در سال ۱۹۹۸ از شاخهٔ زنان حزب دموکراسی خلق آغاز کرد. پس از انحلال این حزب و تشکیل حزب جامعهٔ دموکراتیک که تونجل نیز در تأسیس آن نقش داشت، در آن حزب به عنوان معاونت ریاست مشترک، و نیز نمایندهٔ استانبول در پارلمان فعالیت می‌کرد. وی همچنین با سازمان‌های بین‌المللی از قبیل برنامه عمران ملل متحد و عفو بین‌الملل نیز همکاری می‌کرد.
تونجل به اتهام عضویت در حزب کارگران کردستان در سال ۲۰۰۶ و به جرم سفرهای پیاپی به کمپ‌های این حزب در شمال عراق محاکمه و به دنبال آن زندانی شد. وی در زندان برای انتخابات پارلمان نامزد شد و پس از آنکه با ۹۳ هزار رأی به عنوان نمایندهٔ استانبول برگزیده شد، در ژوئیهٔ ۲۰۰۷ از زندان آزاد شد. وی جوانترین زنی است که تاکنون به پارلمان ترکیه راه یافته و همچنین در تاریخ ترکیه نخستین کسی است که از درون زندان به نمایندگی پارلمان برگزیده شده است. او در سال ۲۰۱۶به همراه، دیگر سیاستمدار کرد گولتن کیشاناک به ۱۵سال زندان محکوم شده است صباحت تونجل نماینده سابق پارلمان و از بنیانگذاران حزب دموکراتیک خلق‌هامی باشد